# Ребристый усач
Усач ребристый, или дровосек чёрный (лат. Asemum striatum) — вид жуков-усачей из подсемейства спондилидин. Распространён в Европе и Азии, а также в Северной Америке. Жизненный цикл составляет 2-3 года. Личинки развиваются внутри различных хвойных деревьев, таких как ель, пихта, лиственница, но в первую очередь — сосна. Длина тела имаго 8—23 мм.